# Tatra 17
La Tatra 17 est une automobile produite par le fabricant tchèque Tatra , de 1925 à 1929. C'était le modèle haut de gamme, qui était au catalogue avec la voiture économique Tatra 12 et la routière moyenne Tatra 30.

## Conception

### Moteur
À l'origine, la voiture était équipée d'un moteur six cylindres en ligne à refroidissement liquide à arbre à cames en tête Tatra 17 d'une cylindrée de 1.930 cm³ produisant une puissance effective de 35 cv (26 kW). Le bloc moteur est en silumin et les culasses en aluminium. C'était la première Tatra avec un allumage par batterie. La vitesse maximale de la voiture de 1.130 kg est de 100 km/h. 205 véhicules ont été construits avant le 25 septembre 1926.
Un autre moteur utilisé était le plus haut-de-gamme Tatra 31. C'est aussi un six-cylindres en ligne à arbre à cames en tête et  refroidissement liquide, mais cette fois d'une cylindrée de 2.310 cm³ délivrant une puissance de 39,4 cv (29,4 kW). La vitesse maximale est de 110 km/h. 250 véhicules ont été faits avec ce moteur.
La Tatra 17/31 été fabriquée pendant un certain temps en même temps que le modèle successeur Tatra 31, dont 300 véhicules ont été faits.

### Épine dorsale en tube
Le modèle 17 a été la première Tatra de luxe avec un  châssis central tube, qui avait été utilisé avec succès dans la Tatra 11 bon marché. Contrairement au modèle 11, la Tatra 17 a une suspension indépendante, non seulement aux demi-essieux arrière, mais aussi à l'essieu avant.
L'arbre de transmission de la voiture est à l'intérieur du tube qui sert de châssis en épine dorsale et la boîte de vitesses et le moteur sont montés à l'avant du tube, alors que le différentiel se trouve à l'arrière.

### Les Versions
La Tatra 17 est une voiture de luxe pour des clients exigeants. De nombreuses versions ont été faites, d'un roadster deux places à la limousine six places.
Il y eut aussi quelques véhicules de lutte contre l'incendie. L'un d'entre eux reste en activité d'honneur des sapeurs-pompiers de la commune de Svatý Jan nad Malší.

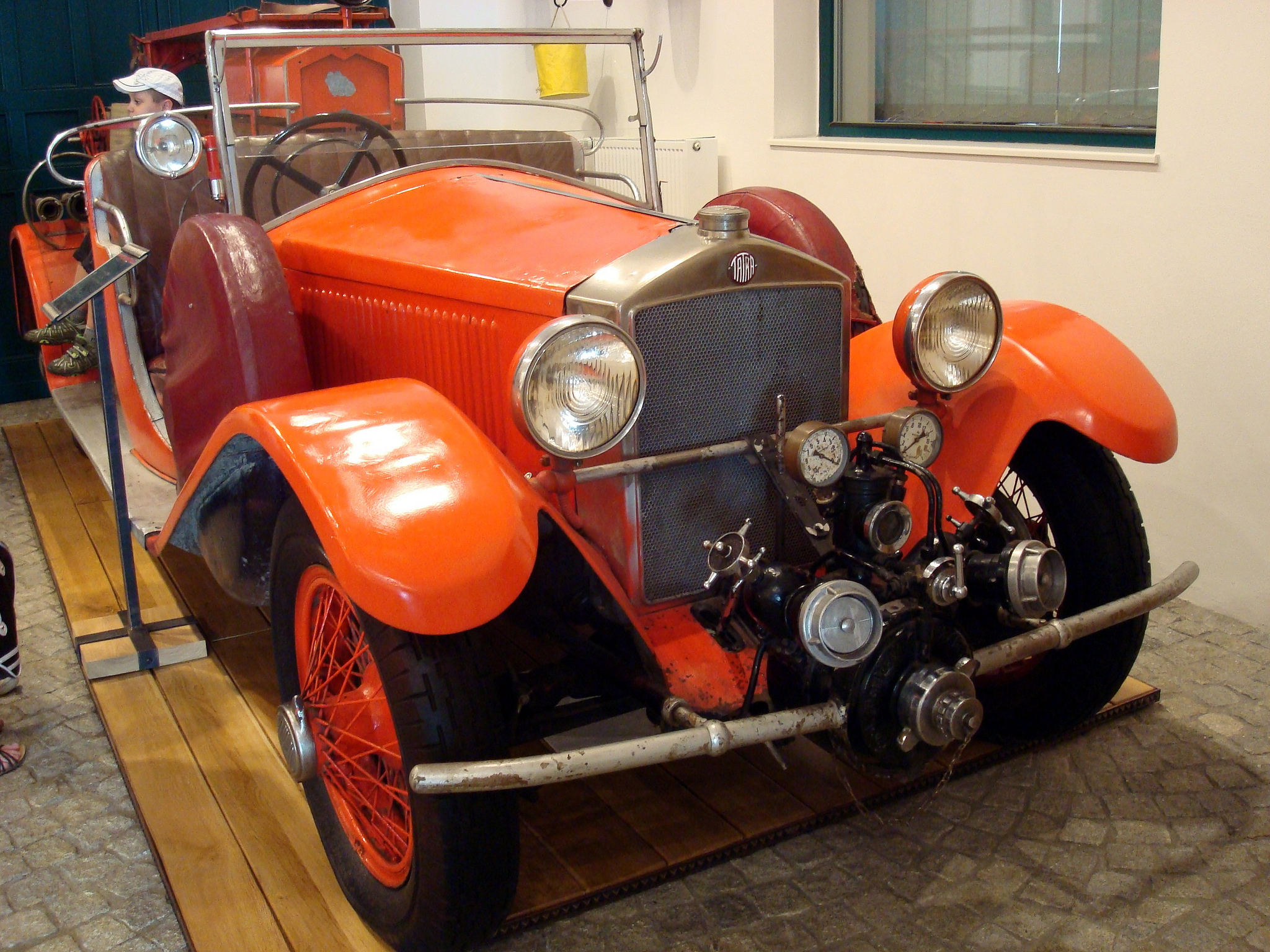
Tatra 17 camion de pompiers
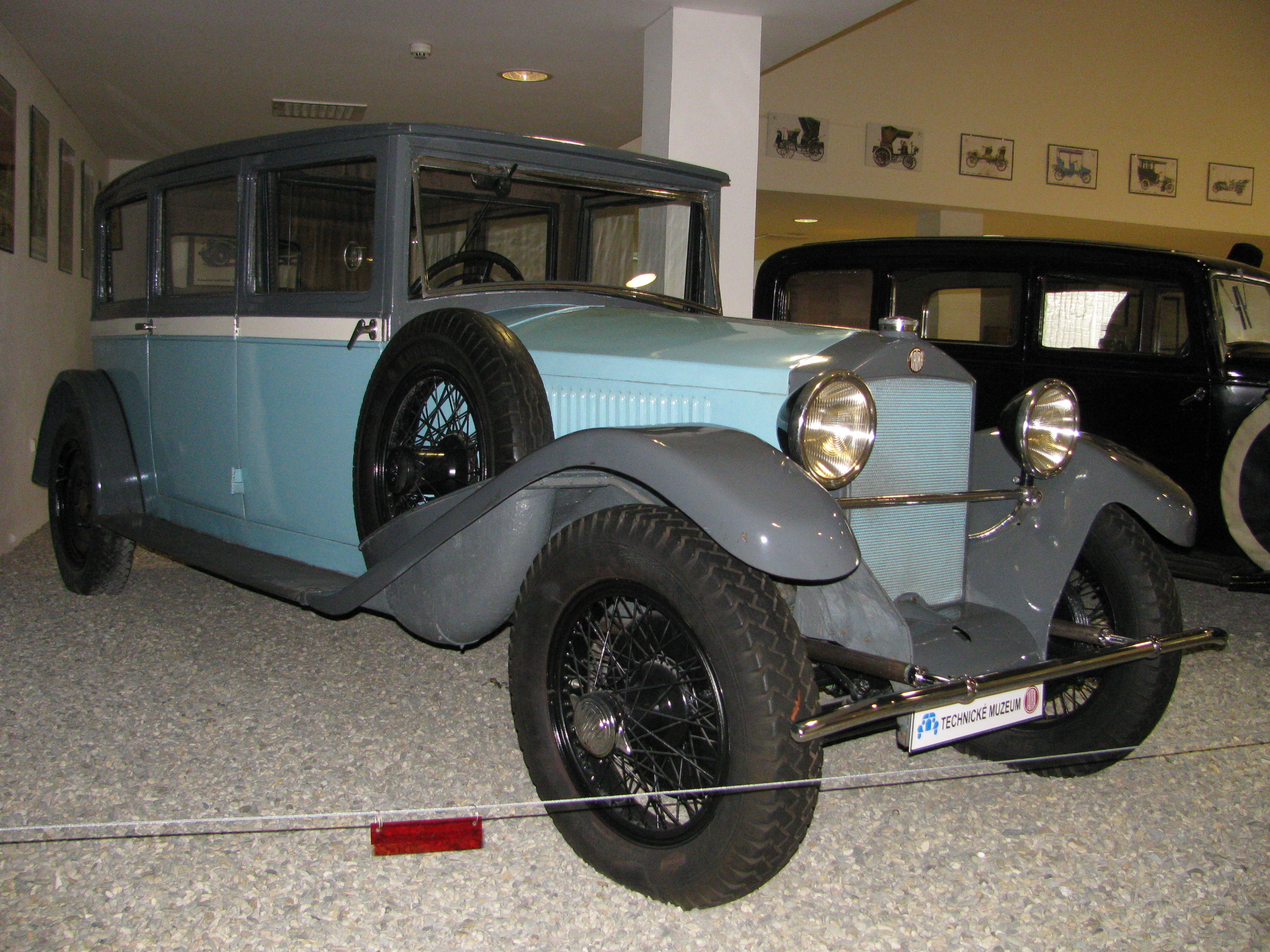
Tatra 17/31
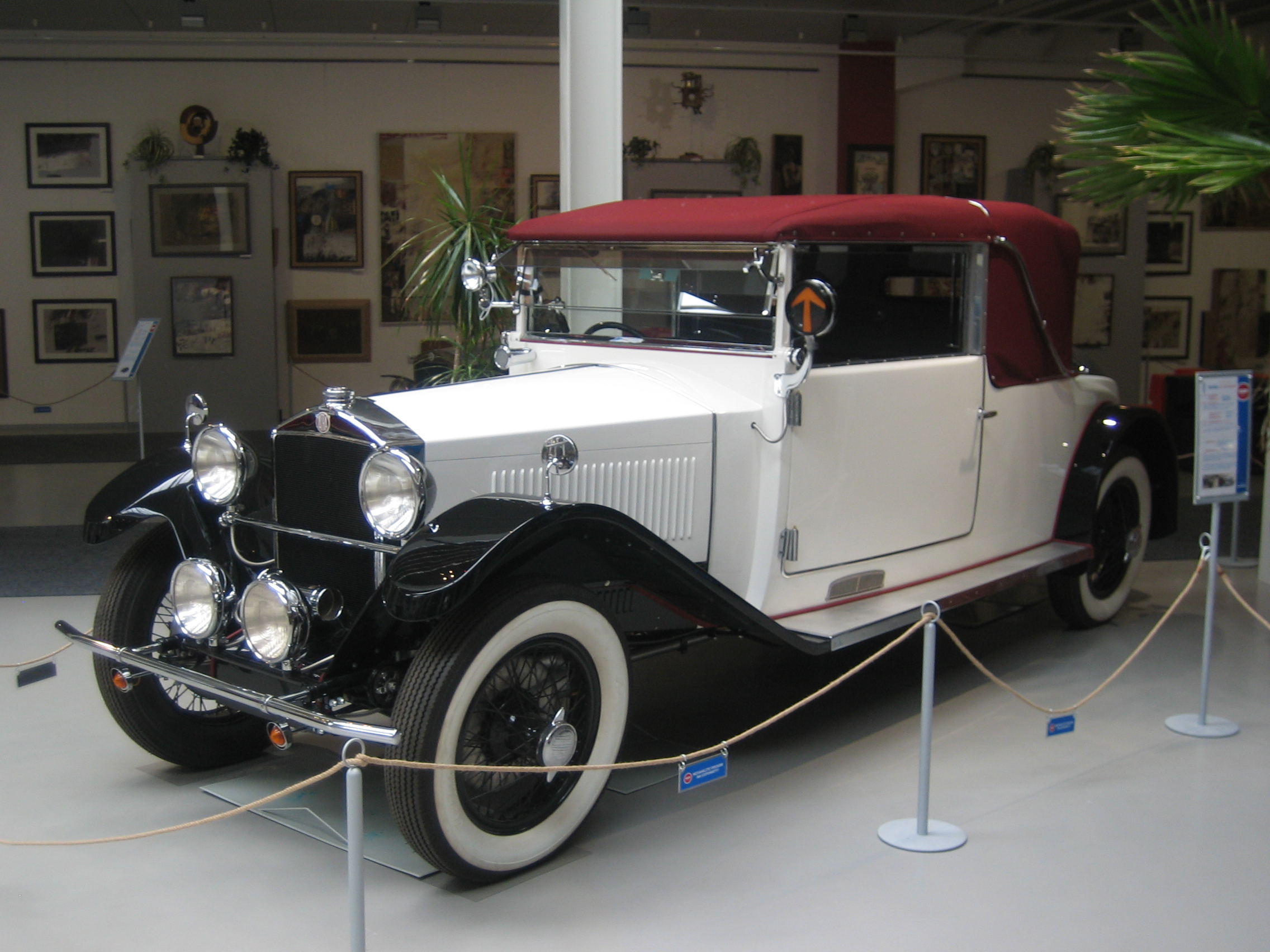
Tatra 17/31 Sport
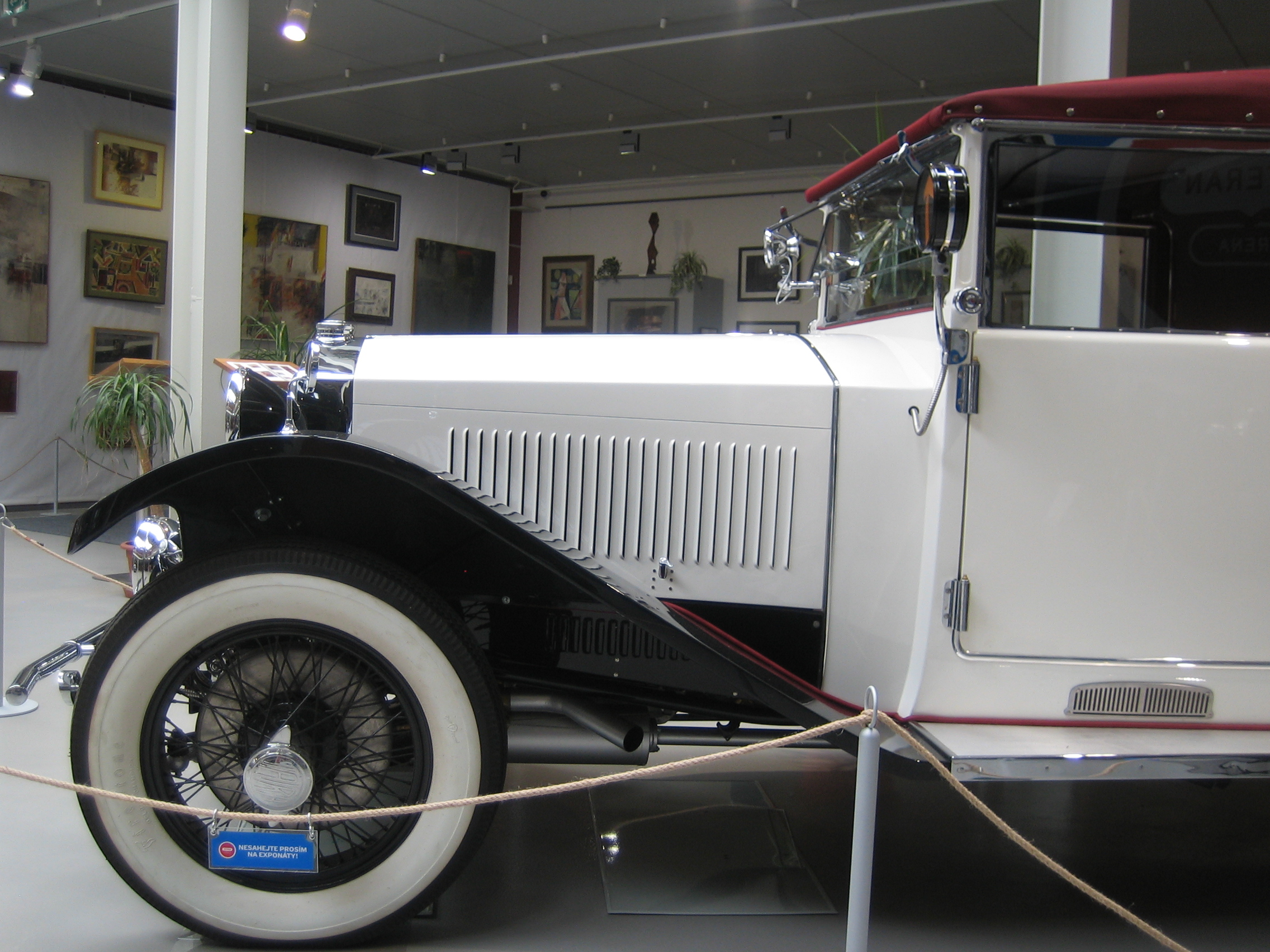
Tatra 17/31 Sport - avant gauche